# Bor (mytologie)
Bor, též Búr, je v severské mytologii synem Búriho a otcem Ódina, Viliho a Véa či Ódina, Höniho a Lodura, jež zplodil s Bestlou.
Tato postava je v Poetické Eddě zmiňována jen jednou a to ve Vědmině písni kde se hovoří o tom jak Burovi synové, tedy Ódin, Hoeni a Lódur, zdvihli zemi a stvořili svět. Podle Gylfiho oblouznění z Prozaické Eddy byl Bor synem Búriho a za ženu pojal Bestlu, dceru jotuna Bölthorna, a s tou zplodil Ódina, Viliho a Véa.
Podle Johna Lindowa je búr poetickým výrazem pro syna a domnívá se že byl zplozen skrze pohlavní styk, ač texty nezmiňují jeho matku, v kontrastu s tím jak byli zplozeny děti Ymiho. Jacob Grimm navrhl ztotožnění představitelů tří božských generací: Búriho, Bora a Ódina, Viliho a Véa s mytickými prapředky kontinentálních Germánů, kteří jsou známí jako Tuisto, Mannus a  zakladatelé kmenů Ingaevonů, Hermiononů a Istaevonů. Islandský učenec a archeolog Finnur Magnússon v 19. století také spekuloval o souvislosti jména Bor s Borz, perským označením Kavkazu a Bora chápal jako prvotní horu či zemi, Bestlu jako ledové masy či oceán a Ódina, Viliho a Véa jako duši světa, nebeské světlo a oheň.